# George Buchanan (humaniste)
Pour les articles homonymes, voir Buchanan et George Buchanan.
George Buchanan, né en février 1506 près de Killearn et mort le 28 septembre 1582 à Édimbourg, est un humaniste, historien, poète latinisant et dramaturge écossais.

## Biographie
Éduqué en Écosse, Buchanan arrive en 1520 à Paris, où il reste deux ans, avant de repartir dans son pays. Il est professeur au collège Sainte-Barbe et devient le précepteur d’un fils naturel de Jacques V d'Écosse, James Stuart (1er comte de Moray). Ayant écrit une satire contre les Franciscains, il est emprisonné (1539) puis se réfugie en France, et enseigne pendant plusieurs années à Bordeaux (où il est le professeur de latin de Michel de Montaigne) et à Paris (où il est le professeur de Jacques Peletier du Mans). Appelé au Portugal pour enseigner à Coïmbre (1547), il éprouve, dans ce pays, de nouvelles difficultés à cause de la hardiesse de ses opinions.
Il revient en Écosse en 1560 et y embrasse le protestantisme. La reine Marie Stuart le charge de la direction d’un collège et veut lui confier l’éducation de son fils. Il ne s’en déclare pas moins contre cette princesse, dans les troubles qui suivent. Il est nommé, par les États, précepteur du jeune roi Jacques VI et consacre les dernières années de sa vie à des compositions historiques.
Buchanan écrit son œuvre en latin.

## Jeunesse

### Études à Paris
Son père, issu des Highlands et fils cadet du clan Buchanan de Drumakill, propriétaire d'une ferme du Moss, dans la paroisse de Killearn, Stirlingshire est mort jeune, laissant sa veuve, cinq garçons et trois filles dans le dénuement. La mère de Georges, Agnès Heriot, était de la famille des Heriot de Trabroun, East Lothian, dont George Heriot, fondateur de l'hopital Heriot, était un membre. Buchanan, dont la langue natale est le gaélique écossais, était vraisemblablement un élève de l'école de Killearn. Son frère Patrick Buchanan était également un érudit.
En 1520, il est envoyé à l'université de Paris par son oncle, James Heriot. Il y découvre la Renaissance et la Réforme et se consacre à l'écriture en vers « en partie par goût et en partie par obligation » (vu que sa faisait partie de ses études).

### Retour en Écosse
En 1522, son oncle meurt et George Buchanan qui était très malade à l'époque, est incapable de rester à Paris et retourne en Écosse. Après s'être rétabli, il rejoint les auxiliaires français envoyés en Écosse par John Stuart, Duc d'Albany, et prend part au siège du château de Wark, à la frontière de l'Angleterre, en 1523. Les années suivantes, il étudie à l'université de St Andrews, où il obtient une licence en 1525, afin de suivre les cours de logique de John Mair. En 1526, quand John Mair part pour Paris, Buchanan le suit.

### Professeur et procureur
En 1528, Buchanan obtient une maîtrise au Collège des Écossais de l'université de Paris. L'année suivante, il est nommé régent ou professeur au collège Sainte-Barbe et y enseigne pendant 3 ans. Sainte-Barbe était l'un des plus prestigieux établissements de l'époque. Georges ajoute à son prestige en réformant l'enseignement du latin. En 1529, il est élu « Procureur de la nation Allemande » à l'université de Paris cinq mois d'affilée. Il démissionne de son poste en 1531 et devient le professeur particulier de Gilbert Kennedy, comte de Cassilis, avec qui il retourne en Écosse en 1537, après avoir acquis une bonne réputation dans le domaine de l'enseignement.

### Position théologique
À cette époque, Buchanan se positionne comme Erasme envers l'église Catholique : il ne rejette pas ses doctrines mais se sent libre de critiquer ses pratiques. Bien qu'il entende les arguments de la réforme protestante, il ne rejoint pas ses rangs avant 1553. Sa première production littéraire en Écosse, alors qu'il était dans la maisonnée de Cassilis, est le poème Somnium, une attaque satirique contre les franciscains et la vie monastique en général. Cette charge à l'encontre des moines n'était pas pour déplaire à Jacques V qui l'embauche comme précepteur d'un de ses enfants naturels, Lord James Stuart (pas celui qui deviendra Régent d'Écosse ultérieurement), et l'encourage à être plus audacieux. Les Poèmes  Palinodia et Franciscanus et Fratres ne sont pas publiés avant des années mais ils provoquent une haine farouche de l'ordre Franciscain envers leur auteur.

## En exil

### Arrestation et évasion

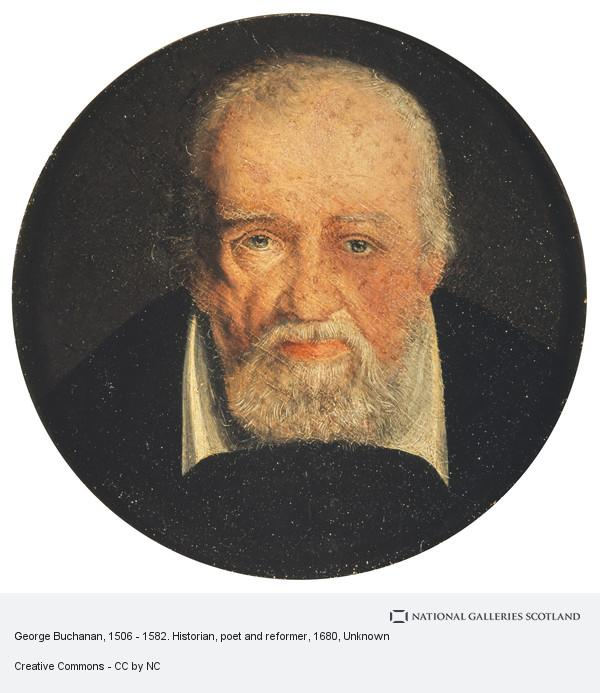
George_Buchanan

En 1539, les luthériens sont persécutés en Écosse et Buchanan, parmi d'autres, est arrêté. Bien que le roi lui ait retiré sa protection, Buchanan arrive à s'évader et à fuir à Londres, puis à Paris où il est à nouveau en danger quand son principal ennemi, le Cardinal David Beaton, est nommé ambassadeur. Buchanan part alors à Bordeaux, à l'invitation de  André de Gouveia, qui était alors le principal du nouveau collège de Guienne et grâce à qui il obtient un poste de professeur de latin. C'est pendant cette période qu'il finalise plusieurs de ses principales œuvres dont les traductions de Médée et Alceste, ainsi que les deux pièces, Jephthes, sive Votum et Baptistes (sive Calumnia).
Michel de Montaigne était élève de Buchanan à Bordeaux et il jouait dans ses tragédies. Dans son essai « De la présomption », il range Buchanan au côté  de Jean Dorat, Théodore de Bèze, Michel de l'Hospital, Pierre de Montdoré et Adrien Turnèbe comme l'un des poètes latin de premier plan de son temps. De son côté, Joseph Scaliger, rédigea une épigramme sur Buchanan qui contient la fameuse distique : « Imperii fuerat Romani Scotia limes; Romani eloquii Scotia limes erit ? » que l'on peut traduire par « L'Écosse a été l'apogée de l'empire romain, l'Écosse sera-t-elle l'apogée de l'éloquence romaine ? ».

### De Paris à Coimbra
En 1542 ou 1543 il revient à Paris. Il est nommé régent au Collège du cardinal Lemoine en 1544 où il a comme collègues Muret et Turnèbe. En 1547 Buchanan rejoint le groupe des humanistes français et portugais qui sont invités par Gouveia à donner des conférences à l'université portugaise de Coimbra.

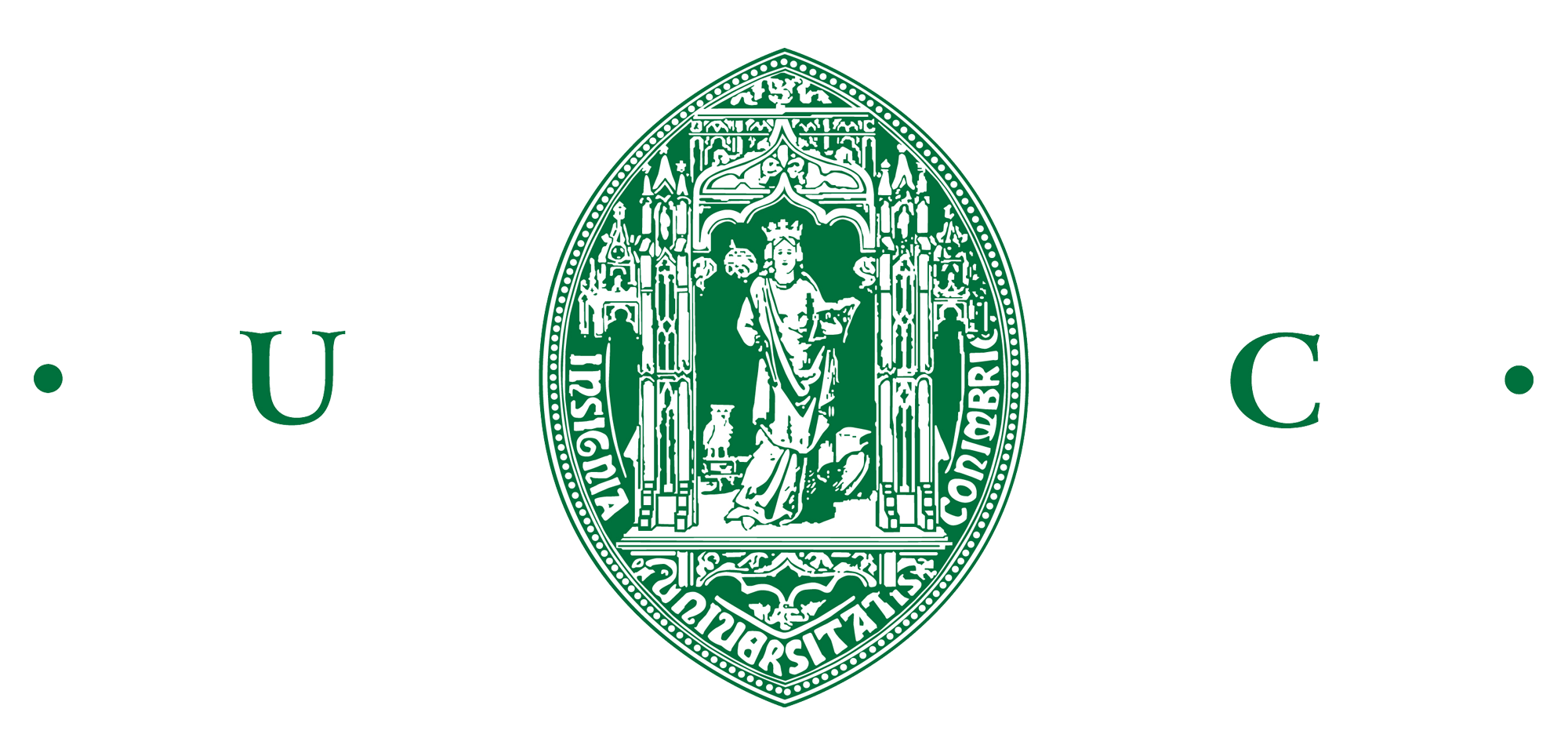
Logo de l'université de Coimbra

Le mathématicien français Elie Vinet et l'historien portugais, Jerónimo Osório, font partie de ses collègues ; Gouveia, que Montaigne appelle « le plus grand principal de France », est recteur de cette université qui avait atteint le sommet de sa prospérité sous le patronage du roi Jean III, mais ce poste est convoité par Diogo de Gouveia, oncle d'André et anciennement directeur de Sainte-Barbe. Il est probable qu'avant la mort d'André, en 1547, Diogo ait poussé l'inquisition à enquêter sur lui et son équipe. Jusqu'à 1906, quand les enregistrements du procès ont été intégralement publiés, les biographes de Buchanan attribuaient cette attaque à l'influence du cardinal Beaton, aux Franciscains ou aux Jésuites.

### Jugement, condamnation et retour en France

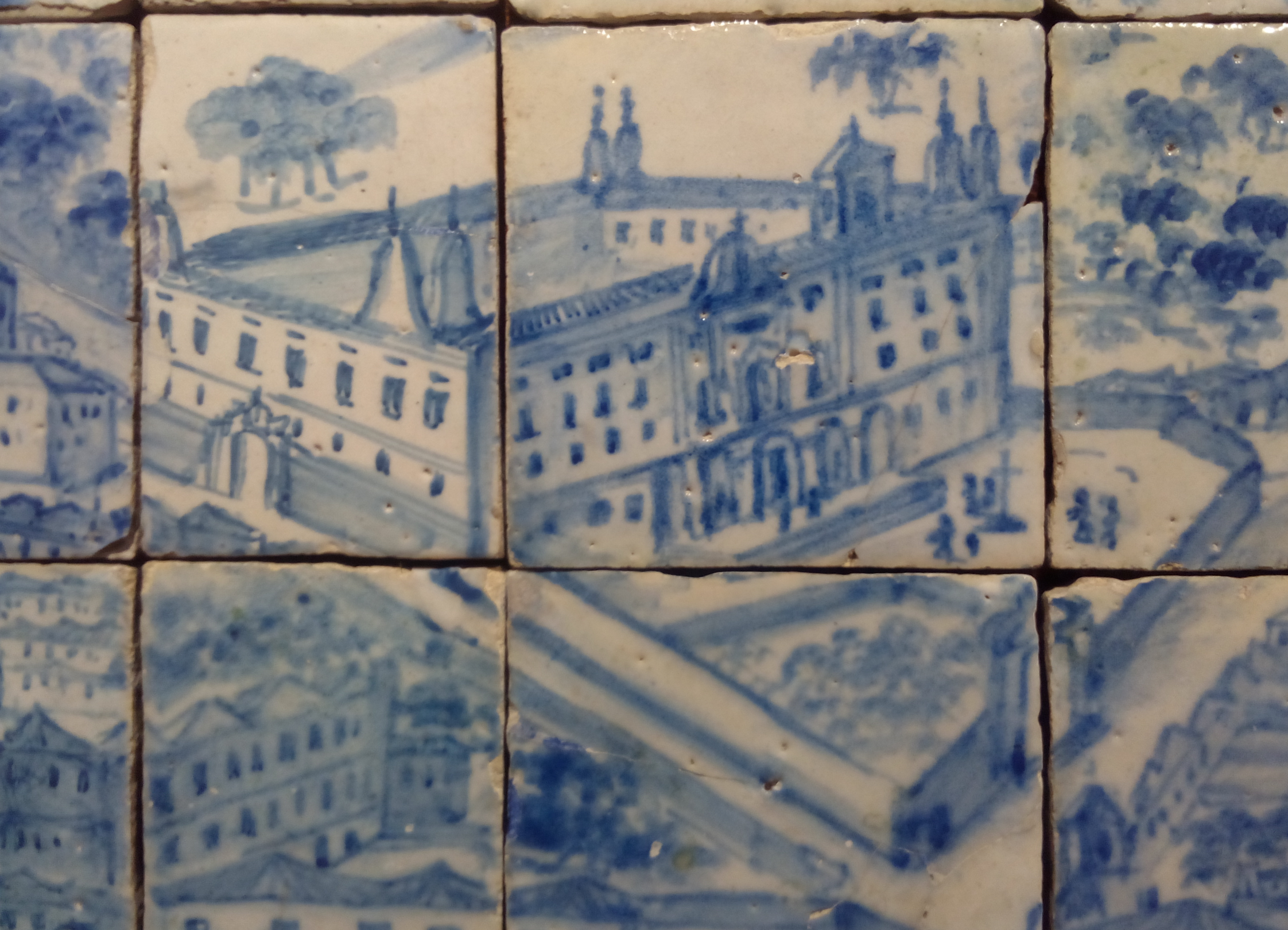
Monastère São Bento, Lisbonne

Une commission d'enquête est diligentée en octobre 1549 puis reportée en juin 1550. Buchanan et deux portugais, Diogo de Teive et João da Costa (qui lui ont succédé comme recteur), sont convoqués au tribunal. Teive et Costa sont reconnus coupables de diverses atteintes à l'ordre public. Buchanan est accusé de s'adonner à des pratiques luthériennes et judaïques. Il se défend lui-même, admettant que certaines des accusations sont vraies. Vers le mois de juin, il est condamné à abjurer ses erreurs et à purger une peine de prison au monastère São Bento de Lisbonne. Il y entend des discours édifiants de la part de moines qu'il juge « pas méchant mais ignorants ». Pendant ses loisirs, il commence à traduire les Psaumes en vers latins.
Après plusieurs mois, Buchanan est relâché sous contrainte avec obligation de rester à Lisbonne et, le 28 février, cette contrainte est levée. Buchanan vogue alors pour l'Angleterre mais retourne bientôt à Paris où il est nommé régent du Collège de Boncourt en 1553. Il reste à ce poste pendant deux ans avant d'accepter la charge de précepteur du fils du Maréchal de Brissac. C'est probablement durant ce dernier séjour en France, pendant lequel le protestantisme est durement réprimé par Henri II et sous le règne de François II, que Buchanan prend le parti du Calvinisme.

## Retour au pays

### Conversion au protestantisme

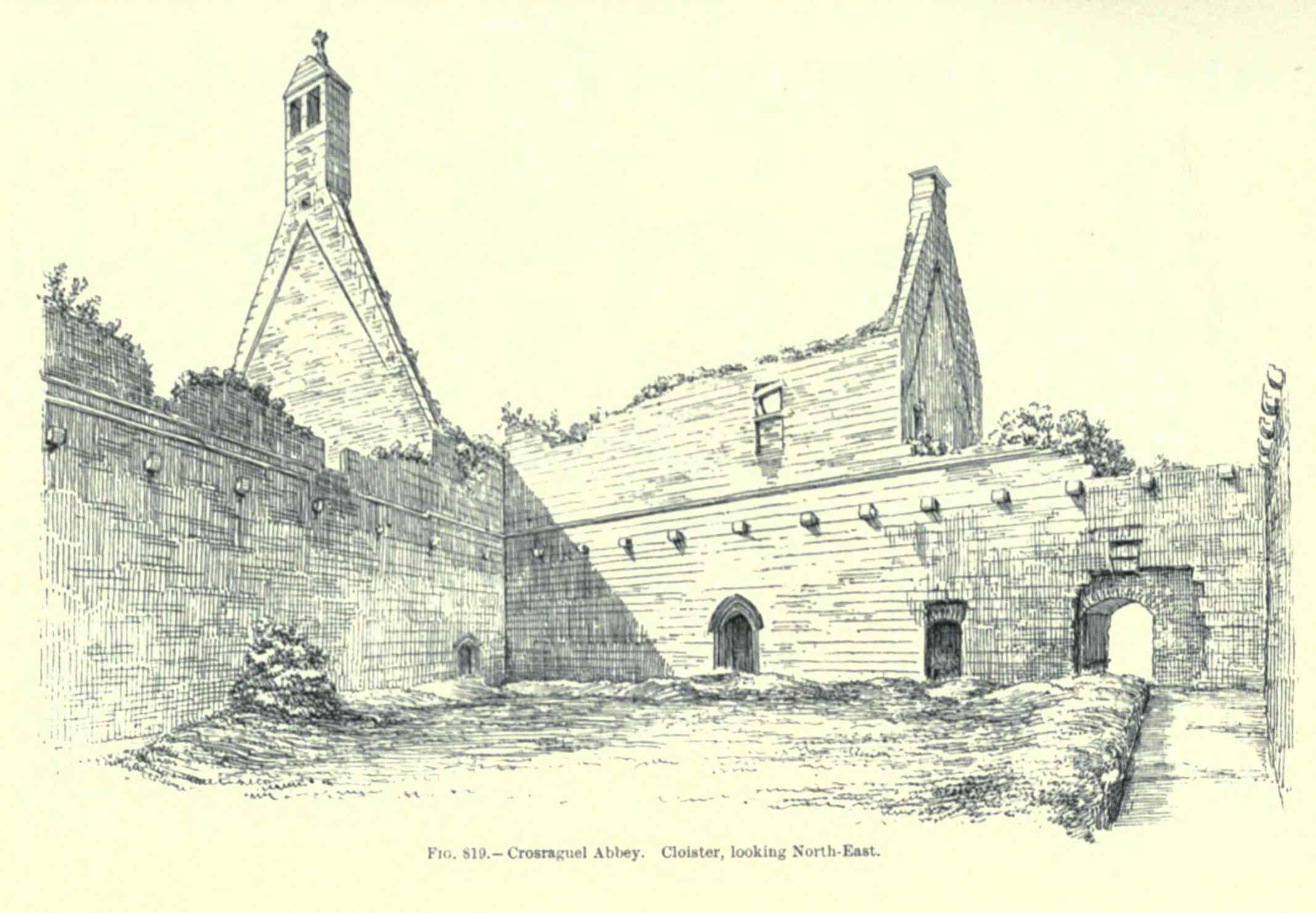
Cloître de l'abbaye de Crosraguel

En 1560 ou 1561, Buchanan revient en Écosse où il devient, en avril 1562, le précepteur de la jeune Marie, reine d'Écosse, avec qui il lit Tite-Live quotidiennement. Buchanan écrit le livret des masques, Pompa Deorum in Nuptiis Mariae et Pompae Equestres, donnés pour son mariage avec Lord Darnley. Bien qu'il soit resté catholique pendant son enseignement, tout en critiquant sévèrement les vices du clergé, il finit par rejoindre ouvertement l'église protestante réformée et devient principal du collège St Leonard de St Andrew grâce au comte de Moray. Deux ans auparavant, il recevait, en cadeau de la reine, les revenus de l'abbaye de Crossraguel. Bien que laïque, il est nommé Modérateur de l'Assemblée générale de l'Église d'Écosse en 1567, assemblée à laquelle il siégeait depuis 1563. Il est le dernier laïque à être nommé modérateur jusqu'à Alison Elliot en 2004, première femme à avoir ce poste.

### Charges diverses
Buchanan accompagne le régent Moray en Angleterre et son fameux Detectio Mariæ Reginæ, un cinglant exposé des relations de la reine avec Lord Darnley ainsi que des circonstances qui ont conduit à sa mort, publié à Londres chez John Day en 1571, est produit aux commissaires de Westminster.
En 1570, après l'assassinat de Moray, il est nommé précepteur du jeune roi et c'est au travers de son enseignement strict que Jacques VI acquiert son érudition. En tant que professeur principal, Buchanan inflige au jeune Jacques des corrections régulières mais il lui instille également une passion durable pour la littérature et les études. Buchanan essaie d'inoculer à Jacques la crainte de Dieu pour en faire un roi protestant qui accepte les limites de la monarchie, comme on peut lire dans son traité De Jure Regni apud Scotos.
Tout en étant le précepteur du roi, il occupe simultanément d'autres postes : il est, un temps, directeur de la chancellerie puis devient le gardien du Sceau Privé d'Écosse, une charge qui le faisait bénéficier d'un siège au parlement. Il semble être resté à ce poste quelques années, au moins jusqu'en 1579. John Geddie est son clerc et son assistant dans cette fonction et il copie certains des manuscrits de Buchanan.

### Dernières années
À la fin de sa vie, Buchanan se consacre surtout à terminer et publier deux de ses œuvres majeures, De Jure Regni apud Scotos (1579) et Rerum Scoticarum Historia (1582).
Il meurt dans son appartement de Kennedy's Close à Édimbourgh le 28 septembre 1582. Il est enterré au cimetière de Greyfriars Kirkyard le lendemain. La pierre tombale qui couvrait sa sépulture à l'origine a été ensevelie autour de 1701. Il y a actuellement deux monuments commémoratifs qui marquent l'endroit de sa dernière demeure, l'une au nord ouest de l'église et l'autre, plus modeste, près du chemin de bordure est.

## Œuvres
Les œuvres de Buchanan passées à la postérité sont surtout ses tragédies bibliques, sa Paraphrase des Psaumes et ses ouvrages politiques. Mais il se fait aussi connaitre, dans les cercles humanistes, par ses poèmes de circonstance et par ses épigrammes.
Grammaire
- Thomas Linacre, Rudimenta grammatices, traduction Buchanan, Paris, Robert Estienne, 1533
- Thomas Linacre, Rudimenta grammatices, plus : De ratione studii puerilis de Juan Luis Vives, traduction Buchanan, Lyon, Sebastian Gryphius, 1544

Tragédies
- Euripide, Medea, traduction Buchanan, Paris, Michel Vascosan, 1544
- Euripide, Alcestis, traduction Buchanan, Paris, Henri Estienne, 1567
- George Buchanan, Jephtes, Paris, Guillaume Morel, 1554
- George Buchanan, Jephté, traduction Florent Chrestien, Paris, Robert Estienne, 1573
- George Buchanan, Baptistes, Londres, et prostate Antuerpiae aped Jacobum Henricium, 1578

La Sphère
- George Buchanan, Sphaera, Paris, Fredéric Morel, 1585
- George Buchanan, Sphaera, Herborn, Christopher Corvinus, 1586 deuxième édition

Les Psaumes
- Psalms: Paraphrasis Psalmorum Davidis poetica, auctore Georgio Buchanano, Scoto, Antwerp, Christopher Plantin, 1567
- Psalms: Psalmorum sacrorum Davidis libri quinque duplici poetici metaphrasi, Theodore Beza Vezelio & Georgio Buchanano Scoto autoribus, Morges, Jean Le Preux, 1581 Édition des paraphrases complètes des Psaumes par Théodore de Bèze (pages de gauche) et de Buchanan (pages de droite)
- George Buchanan, Elegiarum liber I (&c), Paris, Robert Estienne, 1567
- George Buchanan, Francisanus et fratres, quibus accessere varia eiusdem & aliorum poemata, eiusdem Psalmos, Basel, Thomas Guarinus, 1568

Poésie
- George Buchanan, Poemata quae extant, Leiden, Elzevier, 1628

Histoire
- De maria Scotorum regina, Londres, John Day, 1571
- Ane detectioun of the duings of Marie Quene of Scottes, Londres, John Day, 1571
- George Buchanan Histoire de Marie Royne d'Escosse, Edinburgh (en fait : La Rochelle), Thomas Waltem, 1572
- Ane admonitioun direct to the trew Lordis mantenaris of the Kingis Graces authoritie, Londres, John Day, 1571
- De Jure regni apud Scotos, sl, 1579
- De Jure regni apud Scotos. Or, A dialogue, concerning the due priviledge of government in the Kingdom of Scotland, Philadelphie, Andrew Steuart, 1766 traduction américaine
- Rerum Scoticarum historia, Edinburgh, Alexander Arbuthnet, 1582
- The historie of Scotland, traduction par John Reid ou Read
- Rerum Scoticarum historia, Utrecht, Elzevir, 1668
- The History of Scotland, Londres, Edward Jones for Awnsham Churchil, 1690

## Éditions
- Georgii Buchanii... Franciscanus et fratres. Elegiarum liber I, Silvarum liber I, Hendecasyllabôn liber I, Epigrammatôn libri III, de Sphæra fragmentum, Francfort, 1584 [B.N.F. YC-9638]
- Georgii Buchanani Scoti, Poetarum sui seculi facile principis, Opera Omnia, en 2 volumes in folio édité par Thomas Ruddiman (Édimbourg, Freebairn, 1714), Leyde, 1725. Ses ouvrages sont à l’Index librorum prohibitorum à Rome.
- George Buchanan, Opera omnia, Edinburgh, Robert Freebairn, 1715
- George Buchanan tragedies, P. Sharratt et P. G. Walsh éditeurs, Edinburgh, Scottish academic press, 1983 Jephta, texte latin suivi de sa trad. anglaise ; The Baptist, texte latin suivi de sa trad. anglaise ; Medea, texte latin seul ; Alcestis, texte latin seul
- Robert M. Schuler, Three Renaissance scientific poems, Chapel Hill, University of North Carolina press, 1978 réunit : The Compendiary of the noble science of Alchemy or Blomfild's blossoms / William Blomfild ; The Overthrow of the Gout / Christophorus Ballista ; De Sphaera, book 1 / G. Buchanan
- Four Renaissance tragedies : Jephté, ou le Vœu. George Buchanan / [Jephtes sive Votum. Traduit du latin par Florent Chrestian.] Abraham sacrifiant. Théodore de Bèze. Didon se sacrifiant. Etienne Jodelle. Saul le furieux. Jean de La Taille, édition de Donald Stone Jr, Harvard university press, 1966
- The Tyrannous reign of Mary Stewart. George Buchanan's account, traduit par W. A. Gatherer, Edinburgh, University press, 1958
- The Powers of the Crown in Scotland, being a translation of George Buchanan's De jure regni apud Scotos, by Charles Flinn Arrowood, Austin, University of Texas press, 1949

## Source
Cet article comprend des extraits du Dictionnaire Bouillet. Il est possible de supprimer cette indication, si le texte reflète le savoir actuel sur ce thème, si les sources sont citées, s'il satisfait aux exigences linguistiques actuelles et s'il ne contient pas de propos qui vont à l'encontre des règles de neutralité de Wikipédia.